# غيرترود روبنسون
غيرترود روبنسون (بالإنجليزية: Gertrude Robinson)‏ هي ممثلة أمريكية، ولدت في 7 أكتوبر 1890 بنيويورك في الولايات المتحدة، وتوفيت في 19 مارس 1962 في الولايات المتحدة.

## وصلات خارجية
- غيرترود روبنسون على موقع IMDb (الإنجليزية)
- غيرترود روبنسون على موقع ألو سيني (الفرنسية)
- غيرترود روبنسون على موقع أول موفي (الإنجليزية)
- غيرترود روبنسون على موقع قاعدة بيانات برودواي على الإنترنت (الإنجليزية)
- غيرترود روبنسون على موقع قاعدة بيانات الأفلام السويدية (السويدية)
- غيرترود روبنسون على موقع قاعدة بيانات الفيلم (الإنجليزية)
- غيرترود روبنسون على موقع كينوبويسك (الروسية)